# Kleinseen bei Carmzow
Kleinseen bei Carmzow este o arie protejată (sit de importanță comunitară — SCI) din Germania întinsă pe o suprafață de 63,51 ha, integral pe uscat.

## Localizare
Centrul sitului Kleinseen bei Carmzow este situat la coordonatele 53°41′33″N 14°07′00″E / 53.6925°N 14.1167°E.

## Înființare
Situl Kleinseen bei Carmzow a fost declarat sit de importanță comunitară în august 2004 pentru a proteja un număr necunoscut de specii din flora spontană și fauna sălbatică aflate în arealul zonei.

## Biodiversitate
Situată în ecoregiunea continentală, aria protejată conține 2 habitate naturale: Lacuri eutrofice naturale cu vegetație de tip Magnopotamion sau Hydrocharition, Păduri de stejar sau de stejar și carpen sub-atlantice și medio-europene de Carpinion betuli.
La baza desemnării sitului se află un număr nedeclarat de specii protejate.
Pe lângă speciile protejate, pe teritoriul sitului au mai fost identificate 2 specii de plante.